# ماجدة الرومي
ماجدة الرومي (مواليد 13 ديسمبر 1956) هي مغنية لبنانية، وسفيرة للنوايا الحسنة لدى الأمم المتحدة، وسفيرة لدى منظمة الفاو.

## النشأة
وُلدت ماجدة حنا عوض برادعي والتي عرفت لاحقا بماجدة الرومي في 13 ديسمبر 1956 في بلدة كفر شيما في لبنان وأصلها من مدينة صور وهي إبنة عائلة موسيقية، فقد شبت وهي تغني ، فوالدها هو حنا عوض برادعي ، والذي يلقب بحليم الرومي نسبة الي عائلة الرومي لأن الأسرة تنتمي إلى طائفة الروم الكاثوليك حليم الرومي الذي كان وراء بروز أسطورة الغناء فيروز، ووالدتها هي ماري لطفي مصرية من مدينة بورسعيد. عاش والدها في بداية حياته في فلسطين وترعرع فيها قبل أن ينتقل إلى مصر ويلتحق بمعهد الموسيقى العربية، وفي سنة 1950 التحق بمحطّة الشرق الأدنى للإذاعة العربية في بيروت، كانت كلّما رآها أحد من الجيران يقول لها: «غنّي لنا».أوّل تسجيل غنائي لها هو ترتيل كنيسة حفظته عند الروم الكاثوليك بعنوان «ميلادك».
تأثرت منذ الطفولة بكبار الموسيقيين العرب كمحمد عبد الوهاب وأم كلثوم واسمهان وفيروز، لاحظ قريبها رايموند صفدي تميز صوتها فشجعها على احتراف الغناء، وتنبأ بالثورة التي سيحدثها صوتها في عالم الغناء.[بحاجة لمصدر]

## مسيرتها الفنية
كانت أول انطلاقة لها من أستديو الفنّ 74 الذي كان يقدّمه تلفزيون لبنان حيث غنّت أغنية «يا طيور» للفنّانة الراحلة أسمهان لأنّ هذه الأغنية تبرز طبقات صوتها، رفض والدها فكرة الغناء قائلا لها: العلم قبل الفنّ والجامعة قبل الاستوديو وحبّ الفكر قبل حبّ الظهور. قبل والدها أن تغني بعدما سمعها تغنّي هذه الأغنية ولكنّه اشترط عليها أن تكمّل تعليمها، فحصلت على شهادة البكالوريوس في الأدب العربي من الجامعة اللبنانية.
في 13 أبريل 1975؛ اندلعت الحرب في لبنان ووقعت مجزرة في بلدة عين الرمّانة، وبسبب قرب «كفر شيما» من عين الرمّانة فقد هرب أهلها منها، وفي نفس العام سجّلت ماجدة أغنيتها الأولى «عم بحلمك يا حلم يا لبنان» من كلمات سعيد عقل وألحان إلياس الرحباني.
في عام 1976، شاركت في بطولة فيلم «عودة الابن الضالّ» للمخرج المصري يوسف شاهين، وفي سنة 1980 سجّلت أسطوانتها الأولى والتي تضمّنت أغنيات: «يا نبع المحبّة»، «ما حدا بيعبي مطرحك بقلبي»، «عم يسألوني عليك الناس» و«كلّ شيء عم يخلص».
تألقت في مهرجان قرطاج عام 1980 ثمّ واصلت مشاركتها عبر المهرجانات وبات جمهورها ينتظرها في هذه المناسبات فتطلّ عليه بأغان جديدة وألحان فريدة.
أحيت حفلا في قصر بعبدا الرئاسي في بيروت أقامه الرئيس اللبناني الراحل إلياس الهراوي تكريماً للرئيس الأمريكي السابق جورج بوش الأب أثناء زيارته إلى بيروت وقد انتقدها البعض لذلك لكنها صرحت أنها قامت بالغناء نظراً لكون بوش كان ضيفا على لبنان وأضافت أن قيامها بالغناء في الحفل: «لا يعني أنني مع السياسة الاميركية، بل أنا ضدها ورافضة لها تماما فلبنان ظُلم كثيرا من هذه السياسة، وأعمالي الغنائية لها خصوصيتها».

### تجربتها الأولى في التمثيل
دخلت ماجدة الرومي عالم التمثيل لأول مرة في فيلم «عودة الابن الضال» للمخرج المصري يوسف شاهين الذي أعجب كثيرًا بصوتها وبأدائها المميز فقدمها في فيلمه بالرغم من صغر سنها آنذاك، لم تخُض ماجدة تجربة التمثيل مرة أخرى بالرغم من أن الفيلم حقق نجاحًا باهرًا فكانت هذه التجربة هي الأخيرة لها وفضلت التفرغ للغناء.

### النشاطات الفنية
تألقت ماجدة الرومي على مسرح "الأولمبيا" في باريس مرتين، الأولى في عام 1993، والثانية في عام 1998، برعاية السيدة اللبنانية الأولى آنذاك، منى الهراوي. كما أحيت حفلات في قصر المؤتمرات في باريس عام 1987، وقصر المهرجانات في كان، وصالة غافو، وشاركت في افتتاح دار الأوبرا في دمشق عام 2004، وقاعة الحفلات في أثينا، وقاعة رويال ألبرت في لندن، حيث شهدت حفلتها هناك نجاحاً كبيراً، وكانت أول حفل كامل العدد في القاعة منذ حفل فرقة البيتلز عام 1965.
وفي أواخر التسعينيات، استقبلت ماجدة الفنانة العالمية شيرلي باسي في القصر الجمهوري في لبنان، وقدّمت أغنية افتتاحية قبل أن تترك المسرح لها، فيما وقف أعضاء فرقة شيرلي مندهشين من أداء ماجدة المبهر بصوت السوبرانو الخاص بها.
كما غنت ماجدة في قاعة "آيفري فيشر" في مركز لينكولن، وقاعة "كارنيجي هول"، وكلية "هانتر" في نيويورك، بالإضافة إلى "بلاس ديزار" في مونتريال، كندا، في نوفمبر 2003، حيث حضر أكثر من 3000 شخص ووقفوا مصفقين طويلاً. ثم توجهت إلى ساحل العاج في العام ذاته لإحياء حفلين بحضور رئيس البلاد والسيدة الأولى خُصص ريعهما لأيتام الحرب الأهلية. وفي عام 2007، جالت ماجدة في الولايات المتحدة وأحيت حفلاً في مسرح "فوكس" في ديترويت، ميشيغان، كما شمل الجولة حفلاً في فندق "باريس" في لاس فيغاس.
شاركت ماجدة أيضاً في مهرجان موازين السنوي في المغرب في يونيو 2010، كما أحيت حفلاً ضمن مهرجانات جونيه الدولية في 25 يونيو 2011، وحفلاً آخر في دار الأوبرا الملكية في مسقط، سلطنة عمان، في نوفمبر 2011.
في ديسمبر 2006، أدت ماجدة أغنية "Light The Way" في دويتو مع نجم الأوبرا العالمي، التينور خوسيه كاريراس، خلال افتتاح دورة الألعاب الآسيوية الخامسة عشرة في الدوحة. وفي عام 2009، شاركت بدويتو بعنوان "Nous sommes les amis du monde" مع الفنان السنغالي يوسو ندور، خلال افتتاح "الألعاب الفرانكوفونية" في بيروت.
ظهرت ماجدة في حفل ميلاد خاص أُقيم في القصر الجمهوري اللبناني، بحضور الرئيس ميشال سليمان وعقيلته وفاء، إلى جانب العديد من الشخصيات السياسية والفنية، وبُث الحفل مباشرة على قناة LBC.
شملت جولة ماجدة في العالم العربي بين عامي 2012 و2013 مشاركتها في مهرجان البترون الدولي عام 2012، وحفلاً في مدرج كتارا الثقافي في الدوحة. صيف 2013 كان حافلاً بحفلات ناجحة، منها حفل في "ميغاراما" في الدار البيضاء، ومشاركتها في الدورة 49 من مهرجان قرطاج الموسيقي، حيث تعاونت لأول مرة مع الأوركسترا السمفونية التونسية في حفل وصف بالاستثنائي، وأكد رئيس المهرجان، مراد الصقلي، أن ليلة ماجدة كانت الأعلى دخلاً. كما زارت ضريح شكري بلعيد للصلاة، ومستشفى الأطفال "بن سعدون" للاطلاع على الحالات الصحية الصعبة، بعد مؤتمر صحفي تحدثت فيه عن أهمية هذه الزيارة.
زاد الطلب على حفلات ماجدة في المغرب نتيجة للنجاح المستمر، فشاركت في الدورة التاسعة من مهرجان "تويزا" في طنجة، ومهرجان "تيميتار" في أكادير في دورته العاشرة. كما زارت مستشفى أيتام الأطفال في مركز "القرطبي" في طنجة وقدمت لهم الهدايا. في أغسطس 2013، افتتحت ماجدة مهرجان صيف البحرين بحفل كامل العدد، قدمت فيه أغانٍ عن الحب والسلام على مسرح البحرين الوطني.
عادت ماجدة إلى مهرجانات البترون الدولية في لبنان بحفل في نهاية أغسطس 2013، رغم الأوضاع السياسية غير المستقرة، إذ جاء الحفل بعد انفجارين متتاليين في ضواحي بيروت. امتلأت القاعة بالحضور، وخرجوا محملين بصوتها المؤثر، وكان الحفل الوحيد الذي غنت فيه ماجدة أغنية "كلمات" مرتين، وتخلل كل أغنية تصفيق حار وتاريخي.
في فبراير 2014، وبعد 40 عاماً على بداية مشوارها الفني، شاركت ماجدة في اختتام موسم "دبي كلاسيكس" في مركز دبي التجاري العالمي، بعد افتتاح المهرجان بالفنانة العالمية سارة برايتمان ضمن جولتها العالمية Dreamchaser. كما كسرت ماجدة غيابها عن مصر منذ 8 سنوات، وأحيت حفلاً في مارس في مكتبة الإسكندرية. ورغم الانتقادات على أسعار التذاكر المرتفعة، فقد بيعت بالكامل وكان الحفل ناجحاً كما هو متوقع. افتتحت الحفل بأداء للنشيدين اللبناني والمصري، وغنت من أرشيفها الغنائي. وفي مؤتمر صحفي، أكدت أن زيارتها تهدف لدعم السياحة في مصر، وأشارت إلى احترامها الكامل لاحتجاجات يونيو 2013 دون أي نوايا سياسية. وفي نهاية الحفل، قدم لها محافظ الإسكندرية، السيد طارق مهدي، مفتاح المدينة الذهبي بحضور وزير السياحة المصري هشام زعزوع.
في اليوم التالي، قامت بجولة سياحية في المدينة وزارت قصر المنتزه، حيث زرعت أول أرزة لبنانية في حديقته منذ عهد الملك فاروق، كما زارت ضريح يوسف شاهين، مخرِج أول أفلامها، وبكت وفاءً لذكراه.
في سبتمبر 2021، فقدت ماجدة الوعي على المسرح أثناء أدائها في مهرجان جرش في الأردن، لكنها عادت بعد دقائق وأكملت برنامجها في الليلة الافتتاحية للمهرجان.

## النشاطات الإنسانية
تميزت ماجدة الرومي بسلسلة من الأنشطة الإنسانية التي زرعت البهجة على وجوه الكثيرين، بالتزامن مع عودتها الفنية المنتظرة من خلال ألبومها الجديد "غزل". على الصعيد الإنساني، اختتمت العام بزيارة إلى مقرّ لجنة الأمم المتحدة الاقتصادية والاجتماعية لغربي آسيا (الإسكوا) في بيروت، حيث اطلعت على الجهود المبذولة للحد من الفقر بين الشباب. وخلال زيارتها، شددت على أهمية التكاتف لمحاربة الشر بالخير، وأعلنت انطلاق "حزب الناس الموجوعين" كرمز لانتفاضتها في وجه المعاناة.
ومن أبرز مبادراتها الإنسانية في ذلك العام، تخصيصها عائدات الإصدار الأول من ألبوم "غزل" لصالح صندوق المنح الدراسية في الجامعة الأمريكية في بيروت، دعمًا للطلاب غير القادرين على تغطية نفقات تعليمهم. ولم تبخل ماجدة أيضًا بصوتها، إذ صدحت في بكركي خلال زيارة البابا بنديكتوس السادس عشر التاريخية إلى لبنان، منشدةً أمام الآلاف ترنيمة "طوبى للساعين إلى السلام".

## حياتها الخاصة
تزوجت من أنطوان دفوني، وبعد زواج دام سنوات انفصلت عنه إثر شائعاتٍ تناولت علاقته بمغنية شابة، لها منه ابنتين هما «هلا» و«نور». أما من حيث الديانة فقد ولدت لعائلة مسيحية كاثوليكية.[بحاجة لمصدر]

## جوائز
- لبنان: الدرع الوطني للأرز، رتبة فارس من رئيس الجمهورية اللبنانية، 1994.[6]
- فرنسا: الدرع من الجمعية الوطنية الفرنسية لعام 1993.[6]
- مصر: وسام الاستحقاق من نقابة الصحفيين المصرية، 2000.
- الأردن: درع التكريم من جلالة الملكة نور الحسين في عام 2002.[40]
- سوريا: درع الشرف من وزارة الثقافة السورية٬ 2004.
- لبنان: عضو فخري في جمعية المنح الدراسية للطلاب في الجامعة الأميركية في بيروت، 2005.

## أعمالها

### الألبومات
- 1 : خدني حبيبي 1977

1. عم يسألوني عليك الناس
2. خدني حبيبي
3. كل شي عم يخلص
4. مطرحك بقلبي
5. نبع المحبة
6. أنشودة الأمهات
7. وداع
8. أنشودة الأمهات (موسيقا)

- 2 : من زمان 1982

1. الحلم اللي جاي
2. عطر
3. من زمان
4. نوستالجيا
5. شعبك واقف بالريح
6. شبابيك الأمان

- 3 : العصفورة 1983

1. الإكواريوم
2. البحر
3. اللعبة
4. الأم
5. العصفورة
6. القمر
7. عيدي
8. عندي بيسة

- 4 : ياساكن أفكاري 1986

1. أنا عم بحلم
2. بسمعك بالليل
3. لا مافي
4. لا تغضبي
5. لأنك عني
6. ما زال العمر حرامي
7. مين إلنا غيرك
8. سلونا
9. يا ساكن أفكاري

- 5 : ضوي يا قمر 1988

1. التوبة
2. ضوي يا قمر
3. لا مافي
4. ليلتا من ليالي العمر
5. لأنك عني
6. لبنان قلبي
7. مين إلنا غيرك
8. رفرف واسعدنا
9. سلونا

- 6 : كلمات 1991

1. بيروت ست الدنيا
2. الأيام
3. أنتَ وأنا
4. اسمع قلبي
5. كلمات
6. كلٌ يغني على ليلاه

- 7 : ابحث عني 1994

1. غنوا معي
2. ابحث عني
3. كن صديقي
4. لن أعود
5. مع جريدة
6. مررت في خيالي
7. قوم اتحدى
8. سقط القناع
9. يا مكحل رمشك

- 8 : رسائل 1996

1. عيناك
2. بدي قلك
3. حبك
4. لون معي الأيام
5. مارح تخلص الحكاية
6. ميمي
7. من لما التقينا
8. قانا
9. سمراء النيل
10. شو بحب اسهر
11. شعوب من العشاق

- 9 : أحبكَ وبعد.. 1998

1. اليوم عاد حبيبي
2. أنا لما بورد
3. القلب المفتوح
4. أنتَ الماضي
5. أحبكَ وبعد...
6. سيدي الرئيس
7. طوق الياسمين ألحان كاظم الساهر
8. يقول بأني امرأة

- 10 : قيثارة السماء 2003

1. السلام عليك يا مريم
2. السلام عليك أيتها الملكة
3. السلام عليك يا مريم باللاتينية
4. مريم يا قيثارة السماء
5. أبانا بالآرامية
6. يا اله الخير
7. يا سيدة الانتصار

- 11 : ارحمني يا الله 2004

1. ارحمني يا الله
2. ارحمني يا الله بالفرنسية
3. يا مريم جئت أحيك
4. في هذا المساء
5. شربل
6. لأجل كلمتك
7. من عتم الأيام
8. مادمت أحيا
9. رفقا
10. رضيت يا رب
11. بونا نعمة الله
12. هالنفس الحزينة
13. يا مريم البريئة

- 12 : اعتزلت الغرام 2006

1. أحبك جدا
2. حبيبي
3. اعتزلت الغرام
4. بالقلب خليني
5. كيف
6. غني للحب
7. الحب والوفاء
8. نشيد الزفاف
9. في ليلك الساري
10. يا معذب قلبي
11. سوف نبقى

- 13 : غزل 2012

1. وبتغير الدقايق
2. وعدتك
3. بس إلك حبيبي
4. متغيّر ومحيرني
5. العالم إلنا
6. اقبلني هيك
7. الطير طرباً يغني
8. سلونا
9. لا ما تقلي حبينا
10. على قلبي مَلَك
11. لا ما رح أزعل ع شي
12. لو تعرف
13. بلدي أنا
14. نشيد الشهداء

1. منوعات (لم تدرج بأي البوم)

1. آدم وحنان (من فلم الآخر ليوسف شاهين)
2. بعدك حلو يا قلبي
3. راجع يتعمر لبنان (مهرجان بيت الدين والأصل للفنان زكي ناصيف)
4. سهرة عيد
5. طاب وقتي
6. طلوا حبابنا (مهرجان بيت الدين والأصل للفنان زكي ناصيف)
7. عم احلمك يا حلم يا لبنان (أول أغانيها الخاصة 1975)
8. كريا ليسون
9. مروا بنا نسهر (مهرجان بيت الدين والأصل للفنان زكي ناصيف)
10. نجمة السلام
11. مين اللي طل
12. نشيد الحب
13. يا بلادنا (مهرجان بيت الدين والأصل للفنان زكي ناصيف)
14. يسعد مساكم (حفلة دمشق 2004)
15. اشتقتلك
16. لبنانكم لبناننا (مهرجان بيت الدين والأصل للفنان زكي ناصيف)
17. الثورة (غضبك نار)
18. ألا انهض وسر
19. يا مغرب المجد
20. مآذن الفجر
21. ع السلامة
22. قلبي دليلي (أول أغنية غنتها في استديو الفن 1972 الأصل للفنانة ليلى مراد)
23. البحرين
24. القسم
25. عمان
26. أنا حبيتك أنا
27. بكير فليت
28. بأي بأي
29. أمي
30. هل تسمعين
31. حسناء قرطاج (مهرجان قرطاج 1980)
32. أتخيلك جاي من بعيد
33. جاي من بيروت
34. كويت بلد السلام
35. لا مش أنا اللي ابكي (الأصل ل محمد عبد الوهاب)
36. لبسوا الكفافي
37. مفترق طرق (من فيلم عودة الابن الضال ليوسف شاهين 1976)
38. نقوش على عباءة الكويت
39. رايتك... سياجك يا عمان
40. سلام عليك
41. طفلة صغيرة
42. وجب الشكر
43. ياكويت
44. يرنو بطرف
45. الطريق المضيء (مع خوسيه كاريرا في احفل افتتاح الألعاب الأولمبية قطر2007)

### في التمثيل
- 1976 - عودة الابن الضال.

## وصلات خارجية
- ماجدة الرومي على موقع IMDb (الإنجليزية)
- ماجدة الرومي على موقع قاعدة بيانات الأفلام العربية
- ماجدة الرومي على موقع ميوزك برينز (الإنجليزية)
- ماجدة الرومي على موقع أول ميوزيك (الإنجليزية)
- ماجدة الرومي على موقع ديسكوغز (الإنجليزية)